# Fischland-Darß-Zingst
Fischland-Darß-Zingst – półwysep na Morzu Bałtyckim na wybrzeżu Meklemburgii-Pomorza Przedniego rozciągający się na długości około 45 km pomiędzy miastami Rostock i Stralsund. Półwysep znajduje się w powiecie Vorpommern-Rügen.
Półwysep formują trzy części, z zachodu na wschód Fischland, Darß i Zingst. W przeszłości te trzy części były wyspami, ale w wyniku działalności człowieka połączone zostały w jedną całość. Najpierw ze stałym lądem połączona została wyspa Fischland – w 1395 zasypano cieśninę zwaną Permin, leżący dalej na północ Darsser Kanal między Fischland i Darß ograniczono tak, że żegluga przezeń stała się niemożliwa i ostatecznie zamknął się on około 1600 roku. Zasypanie tych kanałów nastąpiło z inicjatywy miast hanzeatyckich – Rostocku i Stralsundu, chcących odciąć od Bałtyku nie należący do Hanzy Ribnitz-Damgarten. W 1874 zasypany został Prerowstrom pomiędzy Darß i Zingst w celu ochrony przed sztormem miejscowości Prerow.
Duży fragment półwyspu, wraz z laguną Darß-Zingster Boddenkette, jest częścią Parku Narodowego "Vorpommersche Boddenlandschaft".